# جایزه فروس
جایزه فروس (اسپانیایی: Premios Feroz‎) جوایز فیلم در اسپانیا است که در نوامبر ۲۰۱۳ توسط انجمن اطلاع‌رسانی سینماپردازان اسپانیا ایجاد شده‌است. فروس معادل اسپانیایی جوایز گلدن گلوب محسوب می‌شوند.